# Chaerophyllum
Chaerophyllum là chi thực vật có hoa trong họ Apiaceae.

## Hình ảnh

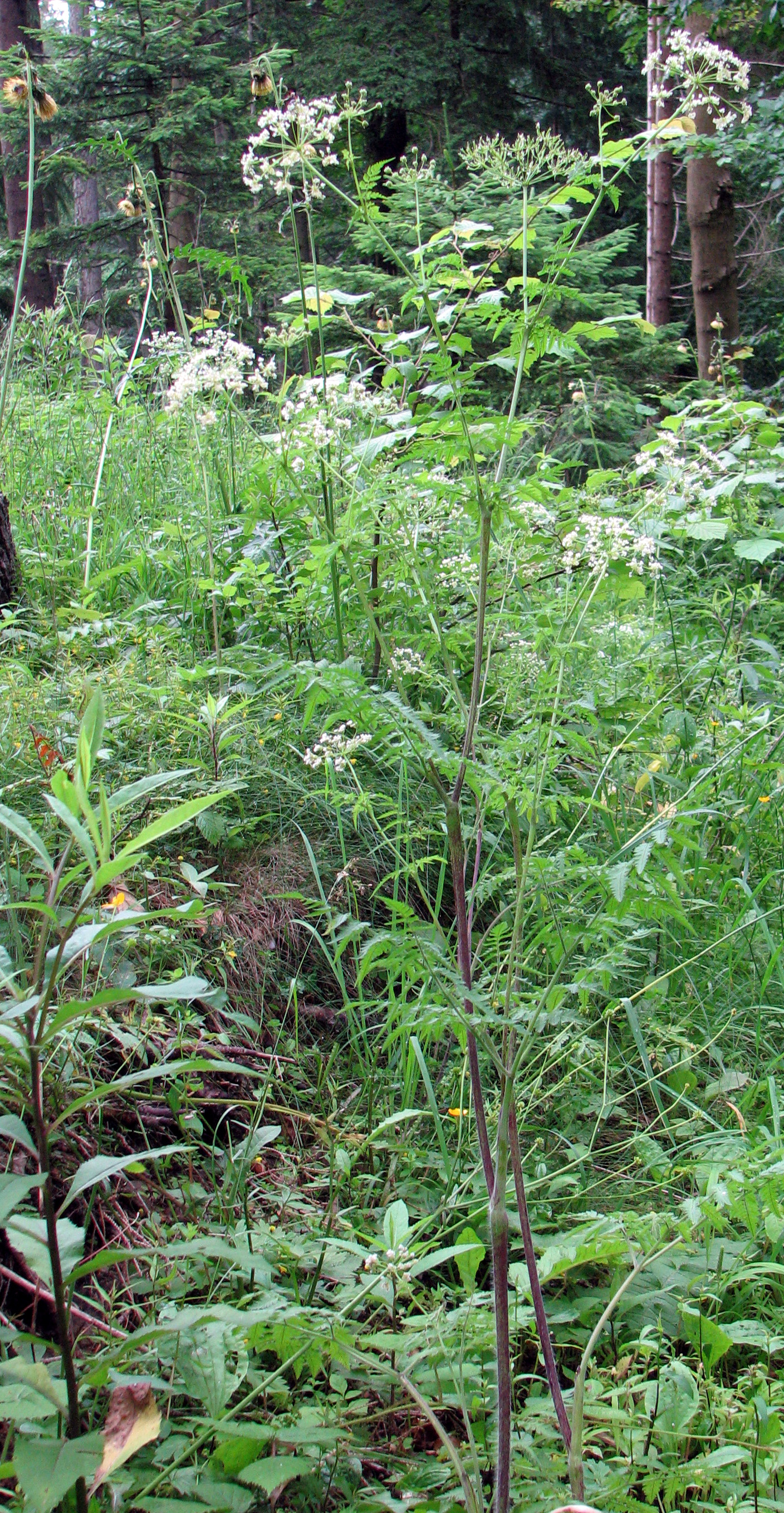
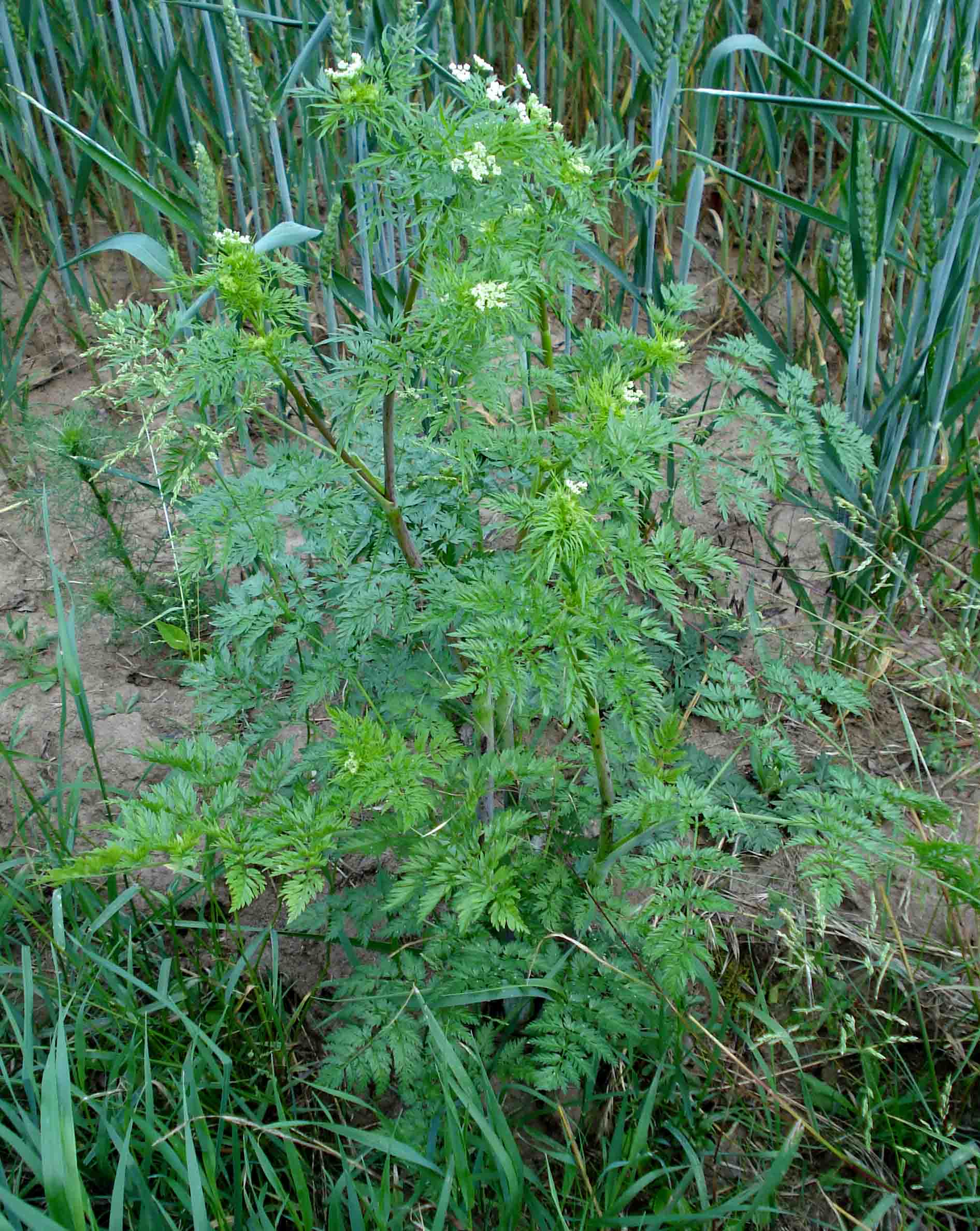
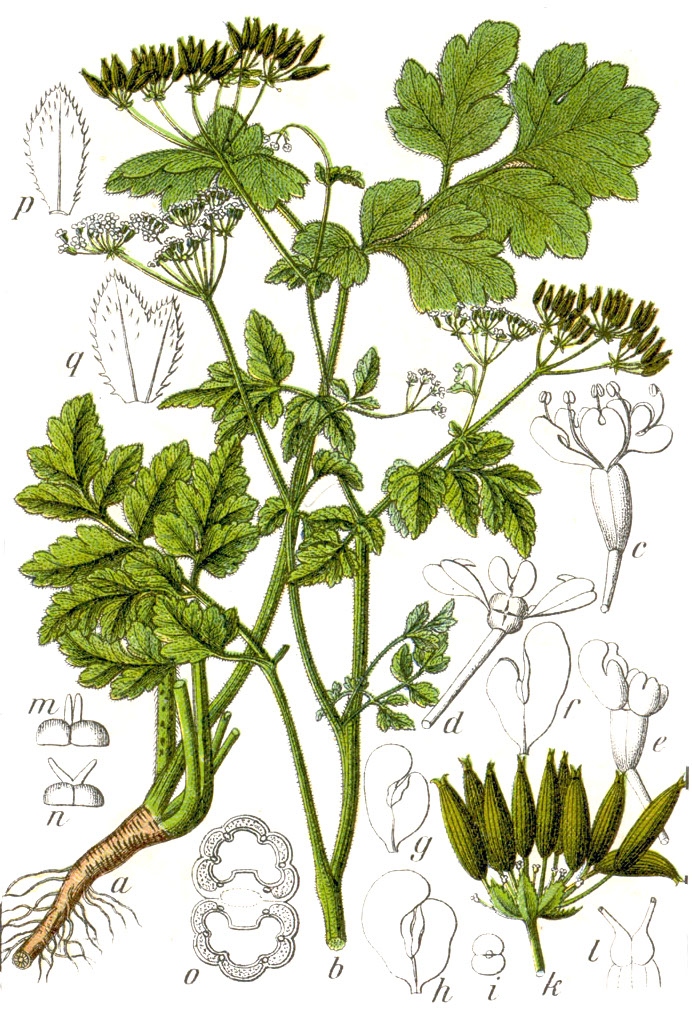
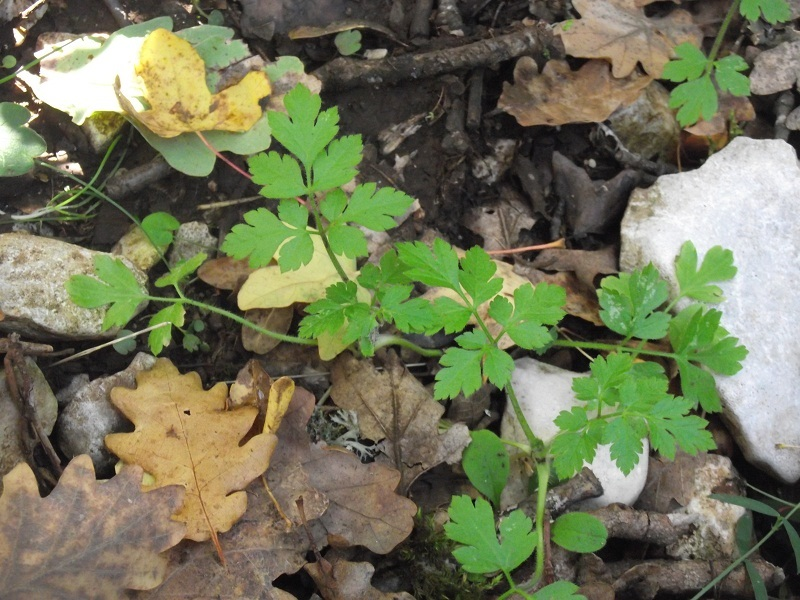